# (8964) Corax
(8964) Corax ist ein Asteroid des inneren Hauptgürtels, der am 17. Oktober 1960 von dem niederländischen Astronomenehepaar Cornelis Johannes van Houten und Ingrid van Houten-Groeneveld entdeckt wurde. Die Entdeckung geschah im Rahmen des Palomar-Leiden-Surveys, bei dem von Tom Gehrels mit dem 120-cm-Oschin-Schmidt-Teleskop des Palomar-Observatoriums aufgenommene Feldplatten an der Universität Leiden durchmustert wurden.
In einer hierarchischen Clusteranalyse von Vincenzo Zappalà et al. 1995 wurde (8964) Corax algorithmisch in der Flora-Familie einsortiert, einer großen Gruppe von Asteroiden, die nach (8) Flora benannt ist.
(8964) Corax ist nach dem Kolkraben benannt, dessen wissenschaftlicher Name Corvus corax lautet. Zum Zeitpunkt der Benennung des Asteroiden am 2. Februar 1999 befand sich der Kolkrabe auf der niederländischen Roten Liste gefährdeter Arten.